# Corts de València (1419)
Les Corts de València de 1419, Corts Generals del regne de València, foren convocades per Alfons V d'Aragó el dia 20 d'agost de 1419, a Orpesa estant, per a reunir-se a València el 28 d'agost, i foren finalitzades el 18 de setembre del mateix any.
En aquestes corts són convocats, pel braç reial, les ciutats de València i Xàtiva, i les viles i llocs de Morella, Alzira, Oriola, Castelló, Borriana, Vila-real, Alacant, Castellfabib, Ontinyent, Cullera, Biar, Ademús, Bocairent, Xixona, Corbera i Alpont, mentre Llíria, després de diverses reclamacions, hi participa; pel braç eclesiàstic, els bisbes de València, Sogorb i Tortosa, els capítols de les catedrals de València i Sogorb, els abats de Valldigna, Benifassà, Sant Bernat de Rascanya i Valdecrist, junt amb el majoral de Quart, el mestre de Montesa, i els comanadors de Montalban i Enguera (Sant Jaume), Torrent (Sant Joan de Jerusalem) i Begís (Calatrava); i pel braç militar, més de trenta barons (dels quals destaquen la reina Na Violant, l'infant Joan, duc de Montblanc, Alfons, duc de Gandia, i Frederic, comte de Luna), cinquanta-sis cavallers i catorze donzells.
Aquestes corts són convocades per Alfons el Magnànim per aconseguir els diners necessaris per a realitzar el viatge a Sardenya, amb la pretensió de consolidar el domini de l'illa. Després de la proposició reial del 29 d'agost de 1419, on explica les seves intencions, i de la inicial oposició de les corts, pels perills i per la mancança d'un hereu, finalment el rei Alfons obté un donatiu de 40.000 florins (22.000 lliures).
En aquestes corts són aprovades i publicades 15 rúbriques i el donatiu, algunes en diversos capítols o apartats, que corresponen a tres documents. El primer, de 13 de setembre de 1419, comprèn 6 furs: nomenament dels jutges de greuges, prohibició als estrangers d'ocupar càrrecs públics (confirmació del privilegi signat a Sant Cugat el 19 d'agost de 1419), creació del mestre racional del regne de València i ratificació de l'obligatorietat d'enviar els documents de l'administració reial a l'arxiu del Palau del Real, anul·lació del fur aprovat a les corts de 1417-1418 sobre els salaris dels notaris i escrivans dels tribunals civil i criminal, delimitació de la jurisdicció reial i senyorial a la vila d'Onda, i procediment per a l'elecció dels oficials del braç militar de la Diputació del General. El segon document és la proferta o donatiu, on s'estableix la quantitat: 40.000 florins; l'impost que permetrà la recaptació: les generalitats, i el permís a la Diputació del General per avançar en l'entrega del donatiu mitjançant el carregament de censals. I el tercer document, de 16 de setembre, comprèn tres furs sobre el control de les escriptures públiques.